# Stengelloze sleutelbloem
De stengelloze sleutelbloem (Primula vulgaris) is een plant uit de sleutelbloemfamilie (Primulaceae). Het is een zeer zeldzame soort die groeit op grazige plaatsen, bijvoorbeeld in de duinen en in Drenthe. De plant bloeit al voordat de bladeren aan de bomen komen. In tegenstelling tot andere sleutelbloemen heeft het scherm van bloemen bij deze soort geen lange steel.
De stengelloze sleutelbloem staat in Nederland op de rode lijst als zeer zeldzaam en sterk afgenomen. Ook in België staat de plant op de rode lijst als zeer zeldzaam. Ze komt in Vlaanderen enkel nog voor in het Houtland (de streek rond Torhout en Zedelgem) en in de bossen tussen Gistel en Maldegem (zoals het Torrebos).
De bladeren zijn omgekeerd eirond, getand en de onderzijde is behaard. Het blad loopt naar onderen toe in een gevleugelde bladsteel.
De bloemen zijn bleekgeel en 2-3 cm breed. De kroonbladeren zijn aan de voet vergroeid tot een buis. De bloemen vormen een zittend scherm dat bloeit van maart tot mei.
De stengelloze sleutelbloem draagt een eivormige doosvrucht die omsloten wordt door de kelk.

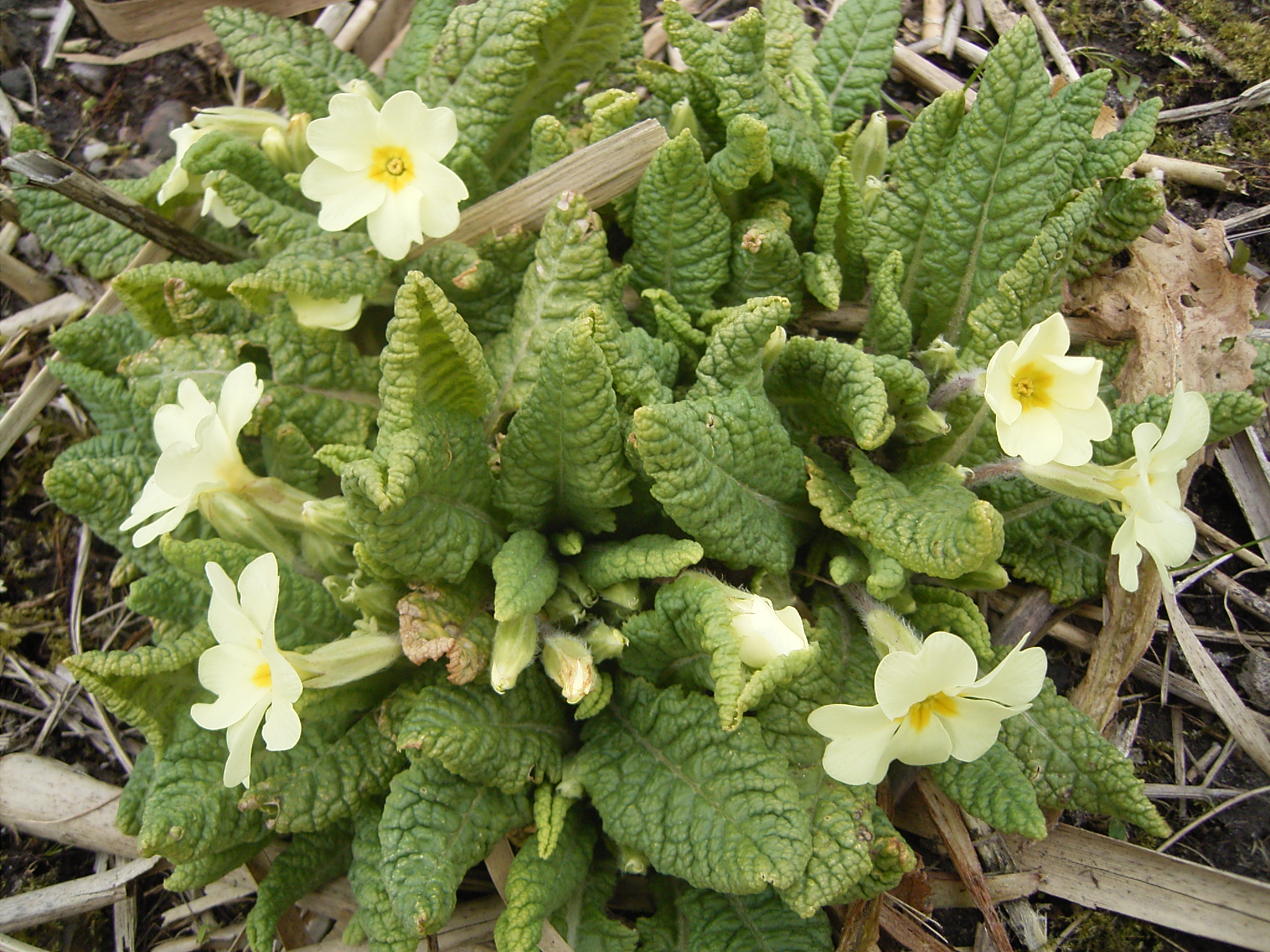
Stengelloze sleutelbloem in Rijswijk (Nederland)
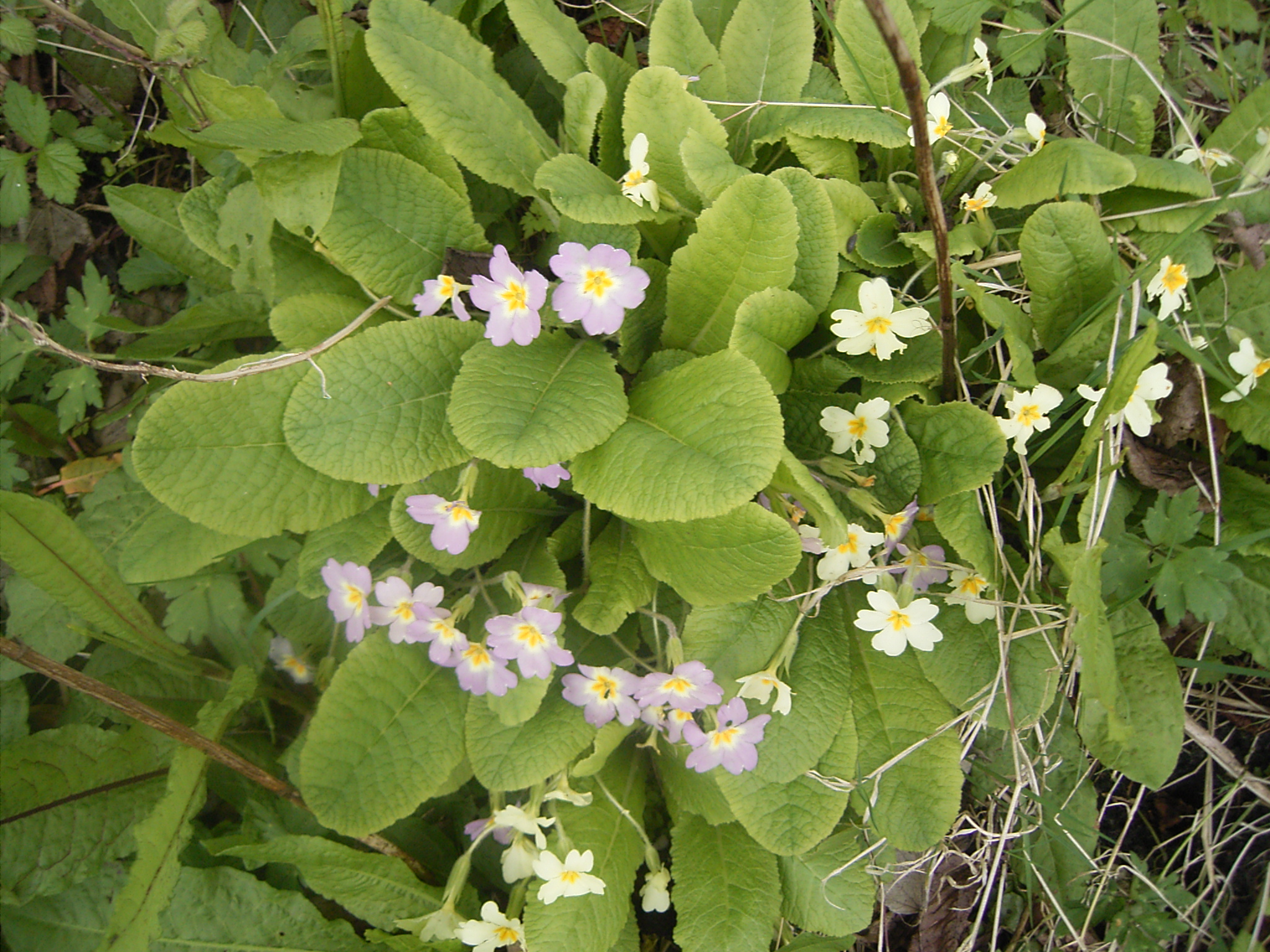
In de duinen van Walcheren komen naast lichtgele sleutelbloemen ook lichtroze, rode en witte exemplaren voor.